# Liste der Monuments historiques in Vaudoy-en-Brie
Die Liste der Monuments historiques in Vaudoy-en-Brie führt die Monuments historiques in der französischen Gemeinde Vaudoy-en-Brie auf.

## Liste der Bauwerke
| Bezeichnung      | Beschreibung | Standort | Kennzeichnung | Schutzstatus | Datum | Bild           |
| ---------------- | ------------ | -------- | ------------- | ------------ | ----- | -------------- |
| Kirche St-Médard |              | (Lage)   | PA00087308    | Classé       | 1921  | weitere Bilder |

## Liste der Objekte
Zum Verständnis siehe: Kirchenausstattung
| Bezeichnung                                                 | Beschreibung                                | Standort                                     | Kennzeichnung | Schutzstatus | Datum | Bild |
| ----------------------------------------------------------- | ------------------------------------------- | -------------------------------------------- | ------------- | ------------ | ----- | ---- |
| Skulptur Sitzende Madonna mit Kind                          | Stein, Ende des 14. Jahrhunderts            | in der Kirche St-Médard (Lage)               | PM77001783    | Classé       | 1954  |      |
| Gedenktafel zur Erinnerung an die Kirchenweihe im Jahr 1540 | Stein, zweites Viertel des 16. Jahrhunderts | in der Kirche St-Médard (Lage)               | PM77001781    | Classé       | 1954  |      |
| Pluviale                                                    | Stoff, 19. Jahrhundert                      | in der Sakristei der Kirche St-Médard (Lage) | PM77002846    | Inscrit      | 1977  |      |
| Skulptur Madonna mit Kind                                   | Stein, 15. Jahrhundert                      | in der Kirche St-Médard (Lage)               | PM77001779    | Classé       | 1905  |      |
| Kreuz                                                       | Holz, 15. Jahrhundert                       | in der Kirche St-Médard (Lage)               | PM77001780    | Classé       | 1905  |      |
| Skulptur des Johannes des Täufers                           | Stein, polychrom gefasst, 14. Jahrhundert   | in der Kirche St-Médard (Lage)               | PM77001782    | Classé       | 1954  |      |
| Ölgemälde eines Heiligen                                    | 18. Jahrhundert                             | in der Kirche St-Médard (Lage)               | PM77003433    | Inscrit      | 1979  |      |
| Ölgemälde Der heilige Blasius heilt ein Kind                | 19. Jahrhundert                             | in der Kirche St-Médard (Lage)               | PM77003434    | Inscrit      | 1979  |      |